# Fibularia cribellum
Fibularia cribellum is een zee-egel uit de familie Fibulariidae.
De wetenschappelijke naam van de soort werd in 1903 gepubliceerd door Johannes Cornelis Hendrik de Meijere.